# Pferdewirt
Pferdewirt (Deutschland), Pferdewart und Pferdefachmann (Schweiz) oder Facharbeiter der Pferdewirtschaft (Österreich) ist ein Ausbildungsberuf mit den Inhalten Pferdehaltung, Pferdezucht und Reiten.

## Deutschland
Der Pferdewirt ist ein anerkannter dreijähriger Ausbildungsberuf und gehört zur deutschen Pferdebranche. Seit 2010 werden Pferdewirte in fünf Fachrichtungen ausgebildet.

### Geschichte
Die Berufsausbildung im Reit- und Fahrsport ist seit 1927 staatlich geregelt und seit dem 14. August 1969 nach dem Berufsbildungsgesetz eine anerkannte Berufsausbildung.
Früher hieß der Ausbildungsberuf Bereiter. Später wurde der Beruf in Pferdewirt umbenannt und zunächst in zwei, seit Verkündung der Verordnung über die Berufsausbildung zum Pferdewirt vom 1. November 1975 in vier Fachrichtungen unterrichtet.
Die vier Fachrichtungen seit 1975 sind:
- Pferdezucht und -haltung: Hier erwarb der/die Auszubildende u. a. Kenntnisse in der Pferdezucht, Pferdefütterung, tiergerechte Haltung und Veterinärkunde, Weidemanagement, Grundfutteranbau sowie im Bewegen und Arbeiten der Pferde, in der Grünlandbewirtschaftung, im Umgang mit landwirtschaftlichen Geräten und Maschinen usw.
- Reiten: Hier lag der Schwerpunkt von Ausbildungsbeginn an beim Reiten, der Ausbildung von Pferd und Reiter, ausreichend Talent (Balance und Elastizität) sowie eine solide reiterliche Grundausbildung sollten vorhanden sein. Die Auseinandersetzung mit der Reittheorie spielt in der Ausbildung eine große Rolle.
- Rennreiten: Voraussetzung hierbei waren mittlere Körpergröße und ein geringes Körpergewicht (ca. 50 kg) sowie Sportlichkeit und der eiserne Willen, das Körpergewicht zu halten, schon während der Ausbildung müssen Rennen geritten werden.
- Trabrennfahren: In diesem Ausbildungszweig galten ähnliche Voraussetzungen wie für das Rennreiten, wobei das Körpergewicht der Fahrer ca. 75 kg beträgt.

### Pferdewirt seit 2010
Seit 1. August 2010 gilt die neue Verordnung zum Beruf Pferdewirt, veröffentlicht im Juni 2010 im Bundesgesetzblatt. Sie verändert den Beruf Pferdewirt deutlich. Es gibt nun fünf Fachrichtungen:
- Pferdehaltung und Service
- Pferdezucht
- Klassische Reitausbildung
- Pferderennen (Galopp- oder Trabrennen)
- Spezialreitweisen (Western- oder Gangpferdereiten)

Gleichzeitig mit der Verordnung wurde ein neuer Rahmenlehrplan für den Unterricht an den Berufsschulen entwickelt. Auch hier ist die Ausbildung verändert worden, indem isolierte Schulfächer aufgegeben und zu neuen Lernfeldern verknüpft wurden. In den Zwischen- und Abschlussprüfungen müssen die Auszubildenden aller fünf Fachrichtungen anhang der Grundprinzipien von Nachhaltigkeit, Prozessorientierung und Qualitätsmanagement entsprechend diesen Grundprinzipien ihre Aufträge planen, durchführen und analysieren.
Eine neue Ausbildungsstättenverordnung, die festschreibt, welche Anforderungen an die Ausbildungsbetriebe zu stellen sind, wurde am 7. Februar 2011 im Bundesgesetzblatt veröffentlicht.

#### Pferdehaltung und Service
Mit der Fachrichtung Pferdehaltung und Service geht die Verordnung hin zur kundenorientierten Pferdefachkraft, die Amateure in allen Bereichen der Pferdehaltung beraten und auch ausbilden kann. Ein Arbeitsschwerpunkt werden Pensionsställe und kleinere Reitvereine sein. Zukünftige Auszubildende müssen dann in ihrer Abschlussprüfung nachweisen, dass sie Lehrgänge zum Verladen, Longieren oder der Grundausbildung des Pferdes organisieren und durchführen können.

#### Pferdezucht
In der nun abgekoppelten Fachrichtung Zucht wird wesentlich mehr Gewicht auf die Praxis von Deckstationen gelegt. Die Auszubildenden erlernen deshalb auch die Besamungstechnik. Auszubildende mit dieser Fachrichtung benötigen ein solides naturwissenschaftliches Grundwissen, um sowohl die Zuchttheorie sowie die Technik einer Besamungsstation verstehen zu können.

#### Klassische Reitausbildung
Die Fachrichtung klassische Reitausbildung bildet weiterhin Reiter aus, die nach den Regeln der Klassischen Reitlehre reiten, Pferde und deren Reiter ausbilden.

#### Pferderennen
Die bisherigen Fachrichtungen Rennreiten und Trabrennfahren wurden zu der neuen Fachrichtung Pferderennen zusammengeführt. Grund für diesen Schritt war, dass insbesondere im Trabrennen immer weniger Auszubildende eingestellt werden und man nicht auf diese klassische Sparte verzichten möchte.

#### Spezialreitweisen
Um auch andere Reitweisen an der Berufsausbildung zu beteiligen, gibt es neu jetzt die Fachrichtung Spezialreitweisen, in der sich derzeit die Western- und die Gangpferdereiter wiederfinden.

### Ausbildung
Die Ausbildung beinhaltet eine Zwischenprüfung, die nach etwa der Hälfte der Ausbildungszeit abgelegt werden sollte. Die wesentlichen Inhalte des Berufes Pferdewirt/in sind in der Verordnung über die Berufsausbildung zum Pferdewirt/zur Pferdewirtin geregelt. Während der Ausbildung muss ein Ausbildungsnachweis (Berichtsheft) geführt werden, in den auch Leittexte aufgenommen werden können.
Alle Auszubildenden, die bis zum 31. Juli 2010 einen Ausbildungsvertrag im Beruf Pferdewirt abgeschlossen haben, machen ihre Ausbildung und Prüfung nach der alten Verordnung aus dem Jahre 1975. Allerdings können Ausbilder und Auszubildende im beiderseitigen Einvernehmen (schriftlich) vereinbaren, die neue Verordnung aus dem Jahr 2010 auf bestehende Verträge anzuwenden.

### Pferdewirtschaftsmeister
Die Fortbildung eines Pferdewirts zum Pferdewirtschaftsmeister ist ebenfalls in die fünf oben genannten Bereiche unterteilt. Nach bestandener Prüfung ist der Pferdewirtschaftsmeister zur Ausbildung von Pferdewirten berechtigt, wenn die zuständige Stelle zur Berufsausbildung die persönliche und fachliche Eignung bestätigt hat.

## Österreich
Facharbeiter der Pferdewirtschaft ist die Berufsbezeichnung in Österreich. Die Ausbildung wird in verschiedenen Formen angeboten:
- Pferdewirtschaftslehre (3 Jahre Lehre in einem Lehrbetrieb für Pferdewirtschaft)
- Fachschule für Pferdewirtschaft
- Pferdewirtschaftsfacharbeiter im 2. Bildungsweg

An der Spanischen Hofreitschule gibt es den Beruf des Oberbereiters.

## Schweiz

### Pferdewart/in EBA
Pferdewart ist eine anerkannte zweijährige Berufliche Grundbildung. Voraussetzung ist abgeschlossene Volksschule. Die praktische Ausbildung findet auf einem Pferdehof statt und beinhaltet den Umgang mit Pferden, deren Pflege, Unterhalt der Anlage, Fütterung, Arbeit mit Pferden, Tiergesundheit, Umgang mit Kunden, Arbeits- und Gesundheitsschutz. Theoretische Ausbildung ein Tag pro Woche an der Berufsfachschule in Lindau, Zollikofen oder Moudon. Zusätzlich finden überbetriebliche Kurse zu verschiedenen Themen statt. Abschluss: Eidg. Berufsattest „Pferdewart/in EBA“.
Pferdewarte können eine verkürzte Grundbildung als Pferdefachmann mit eidg. Fähigkeitszeugnis machen. Das 1. Grundbildungsjahr wird erlassen (Einstieg ins 2. Grundbildungsjahr). Danach sind die gleichen Weiterbildungen möglich wie für Pferdefachmann.

### Pferdefachmann/-frau EFZ
Pferdefachmann ist eine anerkannte dreijährige Berufliche Grundbildung in einem Reitsportzentrum, Zucht- oder Handelsstall. Voraussetzung ist abgeschlossene Volksschule, Reitkenntnisse sind erwünscht. Im 1. Lehrjahr wird allgemeine Pferdehaltung gelernt.
Ab dem zweiten Lehrjahr wird eine Fachrichtung gewählt:
- Pferdepflege
- Klassisches Reiten
- Westernreiten
- Gangpferdereiten
- Pferderennsport

Abschluss: Eidg. Fähigkeitszeugnis „Pferdefachmann/-frau EFZ“
Bei sehr guten schulischen Leistungen kann während der Grundbildung die Berufsmaturitätsschule besucht werden.

### Weiterbildung
Spezialisierungen sind in der gewählten Fachrichtung möglich, beispielsweise zum „Jockey“ oder zum „Trabrennsport“ im Pferderennsport. Oder in einem verwandten Bereich beispielsweise zum „dipl. Reitpädagoge“. Nach Abschluss der Grundbildung kann eine verkürzte, 1-jährige Ausbildung in einer anderen der fünf Fachrichtungen absolviert werden.
Die Berufsprüfung als „Bereiter/in mit eidg. Fachausweis“, oder die Höhere Fachprüfung als „Dipl. Reitlehrer/in“, oder die Ausbildung zum Reittherapeuten sind weitere Möglichkeiten.
An der Fachhochschule kann der „Bachelor FH in Agronomie“ mit Vertiefung (Major) in Pferdewissenschaften erworben werden (Hochschule für Agrar-, Forst- und Lebensmittelwissenschaften HAFL in Zollikofen, Ecole d’ingénieurs de Lullier).